# سيمون دي أوليفيرا
سيمون دي أوليفيرا (بالبرتغالية: Simone de Oliveira‏) هي مغنية وممثلة برتغالية، ولدت في 11 فبراير 1938 في البرتغال.

## وصلات خارجية
- سيمون دي أوليفيرا على موقع IMDb (الإنجليزية)
- سيمون دي أوليفيرا على موقع ميوزك برينز (الإنجليزية)
- سيمون دي أوليفيرا على موقع ديسكوغز (الإنجليزية)
- سيمون دي أوليفيرا على موقع قاعدة بيانات الفيلم (الإنجليزية)